# 漢語圈

漢語圈分布地圖
漢語是多數語言之國家或區域
漢語使用者超過5,000,000人之國家或區域
漢語使用者超過1,000,000人之國家或區域
漢語使用者超過500,000人之國家或區域
漢語使用者超過100,000人之國家或區域
漢語是多數語言的聚居社區

漢語圈（英語：Sinophone），或稱作華語圈或中文圈，是21世紀的新詞，在歐系語言意為「漢語使用人士(者)」、「華語使用人士(者)」或「中文使用人士(者)」（Chinese-speaking），意指居民能使用至少一種漢語變體的地區，也表示其上的文化或語言。這一詞語在學術界的使用上有些含糊，主要可分為兩類：
1. 以漢語為官方語言的國家及地區，即狹義上的「華語世界」（Chinese-speaking world）。
2. 特指漢語為少數語言的地區，即不含中國大陸、香港、澳門、台灣、新加坡、马来西亚。

許多作者以漢語圈世界（Sinophone world）這一詞語指涉分佈於大中華地區之外的海外華人地區；而有些則指涉整個華語世界，等同於華人地區。官話（現代標準漢語）是今日最被廣泛使用的漢語變體，擁有超過10億使用者，約佔世界人口的20%。
現代標準漢語是今日中華人民共和國與中華民國的官方語言、新加坡的官方語言之一，也是聯合國6種官方語言之一。漢語族之一的粵語（廣東話）是香港與澳門的官方語言。在美國、巴西、加拿大、澳大利亞、馬來西亞、菲律賓、泰國、越南、印度尼西亞、模里西斯、秘魯、委內瑞拉等國家或地區都有為數可觀的海外華人人口及社區，多數使用著不同的漢語變體（漢語方言），如廣東話（Cantonese）、泉漳話（Hokkien）、福州話（Foochow）、潮州話（Teochew）等等。
語言學網站《民族語》估計全球33個國家約有漢語使用者11.97億人。依照所使用的不同變體進行細部統計：官話8.48億、吳語7720萬、粵語6220萬、閩南語4680萬、晉語4500萬、湘語3600萬、客家語3010萬、贛語2060萬、閩北語1030萬、閩東語910萬、徽語460萬、閩中語310萬、莆仙語260萬等。

## 外部連結
- Globalizing Modern Chinese Literature: Sinophone and Diasporic Writings （页面存档备份，存于） conference, Harvard University, December 6–8, 2007.